# 三蔵
三蔵（さんぞう、巴: Tipiṭaka, ティピタカ、梵: Tripiṭaka, トリピタカ）は、仏教における経蔵・律蔵・論蔵の3つのことであり、仏教の典籍を総称したもの。

## 構成
三蔵は、以下の3種から成る。
- 経蔵（巴: Suttapiṭaka 〈スッタピタカ〉、梵: Sūtrapiṭaka 〈スートラピタカ〉） -  釈迦の説いたとされる教え（法、ダルマ）をまとめたもの。
- 律蔵（巴・梵: Vinayapiṭaka 〈ヴィナヤピタカ〉） -  僧伽（僧団）規則・道徳・生活様相などをまとめたもの。
- 論蔵（巴: Abhidhammapiṭaka 〈アビダンマピタカ〉、梵: Abhidharmapiṭaka 〈アビダルマピタカ〉） - 上記の注釈、解釈などを集めたもの。

## 歴史
結集によって仏典がまとめられた初期仏教・部派仏教の時代から、仏典はこの形でまとめられ、継承されてきており、上座部仏教の『パーリ仏典』では、現在でもその原型を留めている。
他方、後世の数多くの大乗仏教経典の作成と混淆、段階的な仏典の伝播・翻訳を経るなど、三蔵が原型を留めた形で伝わらなかった中国仏教（北伝仏教）・チベット仏教圏では、仏典は「大蔵経(一切経)」という形で再編されることになり、これが仏典の総称として用いられている。
（ただし、雑多な『漢訳大蔵経』とは異なり、『チベット大蔵経』は、「律蔵」「経蔵」を「カンギュル」、「論蔵」を「テンギュル」と呼び、三蔵を意識した形で編纂されている。）

## 他の用法
三蔵の語は、「三蔵に精通した人」という意味で用いられることもあり、玄奘三蔵はその例である。

### 僧官
中国では北周時代に僧官の1つとして「三蔵」が設置された。これはそれ以前の北朝の沙門統や南朝の僧正に相当する。また、「夏州三蔵」のように地方にも置かれていた。